# コンソン島

コンダオ刑務所

コンソン島（コンソンとう、ベトナム語：Côn Sơn / 崑山、中国語: 崑崙島、クメール語: កោះត្រឡាច Koh Tralach）は、南シナ海にあるコンダオ諸島内の島。ベトナムのバリア＝ブンタウ省に属し、12の島群からなる同諸島の中でも最大規模を誇る。
ブンタウから約185キロ、ホーチミン市から230キロ離れ、主島の最高点は584メートル、面積は75.15平方キロ。

## 歴史
同島は早くから西洋に認識されており、クラウディオス・プトレマイオスの著書『ゲオグラフィア』にはその名が示されている。また、マルコ・ポーロもコンドール島の名で記録を残している。
1702年、イギリス東インド会社が同島がベトナムの影響下にないことを確認し支配下に置いたが、1705年3月にスラウェシ島からの傭兵の攻撃を受け壊滅する。
1787年、ルイ16世は復権を狙う広南国の末裔グエン・フック・アイン（阮福映、後の阮朝初代皇帝・嘉隆帝）とヴェルサイユ条約を締結。軍事的協力と引き換えに同島の支配権を獲得した。フランスはこの島をプロコンドール島（Pulo Condore、Puloはマレー語で島を意味するpulauに由来）と命名し、1861年コンダオ刑務所を開設。独立運動を展開した政治犯の流刑地に利用した。著名な収監者にはファム・ヴァン・ドンやレ・ドゥク・ト、ヴォー・ティ・サウがいる。
1954年に同刑務所はベトナム国政府、続くベトナム共和国の管轄となり、ベトナム戦争中にはベトナム民主共和国（北ベトナム）側の捕虜や協力者が多数収監された。
政治犯の扱いは非人道的で刑務所（収容所）の施設は「トラの檻」と呼ばれた。ベトナム戦争終結後は収容所は解放され、観光地として整備され始めた。
現在はココヤシやコーヒー豆の栽培が行われる。ホーチミン市との間に定期船が通い、空港も開設されている。
自然が豊かなことで知られており、2013年にはロンリープラネットにて「世界でも最も神秘的な島トップ9」の一つに選定された。

## 気候
| コンソン島の気候       | コンソン島の気候 | コンソン島の気候 | コンソン島の気候 | コンソン島の気候 | コンソン島の気候 | コンソン島の気候 | コンソン島の気候 | コンソン島の気候 | コンソン島の気候 | コンソン島の気候 | コンソン島の気候 | コンソン島の気候 | コンソン島の気候 |
| 月                     | 1月              | 2月              | 3月              | 4月              | 5月              | 6月              | 7月              | 8月              | 9月              | 10月             | 11月             | 12月             | 年               |
| ---------------------- | ---------------- | ---------------- | ---------------- | ---------------- | ---------------- | ---------------- | ---------------- | ---------------- | ---------------- | ---------------- | ---------------- | ---------------- | ---------------- |
| 最高気温記録 °C （°F） | 33 (91)          | 33 (91)          | 33 (91)          | 34 (93)          | 35 (95)          | 33 (91)          | 37 (99)          | 36 (97)          | 33 (91)          | 35 (95)          | 32 (90)          | 31 (88)          | 37 (99)          |
| 平均最高気温 °C （°F） | 27 (81)          | 28 (82)          | 29 (84)          | 31 (88)          | 31 (88)          | 30 (86)          | 30 (86)          | 30 (86)          | 30 (86)          | 29 (84)          | 28 (82)          | 27 (81)          | 29.2 (84.5)      |
| 日平均気温 °C （°F）   | 25 (77)          | 25 (77)          | 26 (79)          | 28 (82)          | 28 (82)          | 27 (81)          | 27 (81)          | 27 (81)          | 27 (81)          | 26 (79)          | 26 (79)          | 25 (77)          | 26.4 (79.7)      |
| 平均最低気温 °C （°F） | 23 (73)          | 23 (73)          | 24 (75)          | 25 (77)          | 25 (77)          | 25 (77)          | 25 (77)          | 25 (77)          | 25 (77)          | 24 (75)          | 24 (75)          | 24 (75)          | 24.3 (75.7)      |
| 最低気温記録 °C （°F） | 17 (63)          | 18 (64)          | 18 (64)          | 20 (68)          | 22 (72)          | 17 (63)          | 17 (63)          | 20 (68)          | 20 (68)          | 20 (68)          | 18 (64)          | 17 (63)          | 17 (63)          |
| 降水量 mm （inch）     | 10 (0.39)        | 0 (0)            | 0 (0)            | 30 (1.18)        | 220 (8.66)       | 300 (11.81)      | 260 (10.24)      | 310 (12.2)       | 330 (12.99)      | 300 (11.81)      | 200 (7.87)       | 70 (2.76)        | 2,100 (82.68)    |
| 平均降水日数           | 1                | 0                | 0                | 3                | 5                | 16               | 14               | 16               | 15               | 14               | 11               | 4                | 103              |
| % 湿度                 | 78               | 79               | 79               | 78               | 79               | 79               | 80               | 80               | 81               | 83               | 82               | 79               | 80               |
| 出典：Weatherbase      |                  |                  |                  |                  |                  |                  |                  |                  |                  |                  |                  |                  |                  |